# Примо и Епико
„Блестящите звезди“ (преди познати като Примо и Епико) е кеч отбор, участващ в WWE. Дуото включва братовчедите Диего/Примо и Фернандо/Епико, от Колоните. Като Примо и Епико те са бивши Отборни шампиони на WWE. Те също участват като Диего и Фернандо от Лос Матадорес от 2013 до 2015 в WWE.

## В кеча
- Отборни финални ходове:
  - Като Лос Матадорес:
    - El Picador (Double Reverse Samoan drop)[5]
    - Powerbomb/Double knee backbreaker комбинация

  - Като Примо и Епико:
    - Backstabber/Double Backstabber (Double knee backbreaker[6] понякога стерео)[7]
- Отборни ключови ходове:
  - Като Лос Матадорес:
    - Corrida (Catapult forearm smash, зашеметявайки опонента назад, последван от slingshot splash)[8]
    - Double back body drop[9]
    - Двоен суплекс[10]

  - С Ел Торито:
    - Hurricanrana позиция (Ел Торито), последвана от dropkick на гърба на Ел Торито (Диего), пренесен на seated senton (Ел Торито)[11]
    - Pendulum slam позиция (Фернандо), последвана от springboard leg drop (Ел Торито)[12]

  - Като Примо и Епико:
    - Dropkick (Примо)/Slingshot elbow drop (Епико) (комбинация)
    - Irish whip (Епико)/Dropkick (Примо) (комбинация)[13]
    - Примо или Епико прави суплекси на другия от ръба на прикован опонент
    - Side Russian Legsweep (Епико)/Leg sweep (Примо) (комбинация)[14]
    - Суплекс от Примо или Епико, последван от slingshot somersault senton или slingshot elbow drop[15]
- Мениджъри:
  - Роса Мендес[16]
  - A.W.
  - Ел Торито[17]
  - Убийците (Съмър Рей и Лейла)
  - Ла Вакита/Ла Вака[18]
- Входни песни:
  - Barcode на Jack Elliot с участието на Lewis "The Gold Standard" Hotchin (17 ноември 2011 – 2 ноември 2012)
  - Enchanted Isle на Джим Джонстън (2 ноември 2012 – 14 юни 2013)
  - Olé Olé на Джим Джонстън (20 септември 2013 – 8 септември 2015)

## Шампионски титли и отличия
- Pro Wrestling Illustrated:
  - PWI класира Примо като #72 от топ 500 за индивидуални кечисти на PWI 500 през 2012
  - PWI класира Епико като #76 от топ 500 за индивидуални кечисти на PWI 500 през 2012
- WWE:
  - Отборни шампиони на WWE (1 пъти)[19]